# Теньгово
Теньгово — ручей в России, протекает по территории Идельского сельского поселения Сегежского района Республики Карелии. Длина ручья — 13 км.
Ручей берёт начало из ламбины без названия и далее течёт преимущественно в западном направлении, протекая несколько небольших озёр.
Ручей в общей сложности имеет семь притоков суммарной длиной 14 км.
Втекает на высоте 106,1 м над уровнем моря в Енгозеро, из которого берёт начало река Енга, впадающая в реку Нижний Выг.
Населённые пункты на ручье отсутствуют.
Код объекта в государственном водном реестре — 02020001312202000006564.